# Comuna 11 (Bucaramanga)
La Comuna 11 o Sur es una división territorial urbana de la ciudad de Bucaramanga, en Colombia.

## División administrativa
La comuna se encuentra formada por los barrios: Ciudad Venecia, Villa Alicia, El Rocío, Toledo Plata, Dangond, Punta Paraíso, Los Guaduales, Manuela Beltrán I y II, Igsabelar, Santa María, Los Robles, Granjas de Julio Rincón, Jardines de Coaviconsa, El Candado, Malpaso, El Porvenir, Las Delicias, Luz de Salvación I y II, Balcones del Sur.
También incluye la urbanización: Condado de Gibraltar.